# Sainte-Anastasie-sur-Issole
Sainte-Anastasie-sur-Issole är en kommun i departementet Var i regionen Provence-Alpes-Côte d'Azur i sydöstra Frankrike. Kommunen ligger i kantonen La Roquebrussanne som tillhör arrondissementet Brignoles. År 2022 hade Sainte-Anastasie-sur-Issole 2 138 invånare.

## Befolkningsutveckling
Antalet invånare i kommunen Sainte-Anastasie-sur-Issole
| Referens: INSEE |